# محارينات جناحية
المحارينات الجناحية (الاسم العلمي: Pterioidea) هي فوق فصيلة من الحيوانات تتبع رتبة المحاريات الجناحية وأشباهها من طائفة ذوات المصراعين.

## التصنيف
- المحارات الجناحية
  - المحارة الجناحية